# Peruque Point
Der Peruque Point ist eine Landspitze an der Nordküste Südgeorgiens. Sie liegt am Westufer der Fortuna Bay und markiert die südliche Begrenzung der Einfahrt zur Anchorage Bay.
Ihr Name ist erstmals auf einer Landkarte der britischen Admiralität aus dem Jahr 1931 verzeichnet. Die Benennung erfolgte vermutlich 1929 durch Wissenschaftler der britischen Discovery Investigations und leitet sich vom französischen perruque für Perücke ab.